# Langhorne Creek
Langhorne Creek är en ort i Australien. Den ligger i kommunen Alexandrina och delstaten South Australia, omkring 57 kilometer sydost om delstatshuvudstaden Adelaide.
Runt Langhorne Creek är det mycket glesbefolkat, med 6 invånare per kvadratkilometer.. Närmaste större samhälle är Strathalbyn, omkring 14 kilometer väster om Langhorne Creek.
Trakten runt Langhorne Creek består till största delen av jordbruksmark. Genomsnittlig årsnederbörd är 513 millimeter. Den regnigaste månaden är juni, med i genomsnitt 86 mm nederbörd, och den torraste är december, med 16 mm nederbörd.